# Malus ioensis
Espèce
Synonymes
- Malus ioensis var. bushii Rehder[2]
- Malus ioensis Rehder[3]
- Pyrus coronaria Alph. Wood[3]
- Pyrus ioensis (Alph.Wood) Carruth[2]
- Pyrus ioensis (Rehder) L. H. Bailey[3]

Malus ioensis, ou Pommetier des prairies, est une espèce de plantes à fleurs de la famille des Rosaceae. C'est un pommier sauvage originaire des États-Unis.

## Liste des variétés
Selon Catalogue of Life (14 mai 2017) et The Plant List (14 mai 2017) :
- variété Malus ioensis var. texana Rehder

Selon Tropicos (14 mai 2017) (Attention liste brute contenant possiblement des synonymes) :
- variété Malus ioensis var. bushii Rehder
- variété Malus ioensis var. creniserrata Rehder
- variété Malus ioensis var. ioensis
- variété Malus ioensis var. palmeri Sarg.
- variété Malus ioensis var. spinosa Rehder
- variété Malus ioensis var. texana Rehder